# 富ヶ岡公園
富ヶ岡公園（とみがおかこうえん）は宮城県富谷市富谷に明治時代に開園された公園である。

## 概要
富谷宿のあったしんまち通り南側の丘陵地帯にある公園で、1891年（明治24年）に開設した。丘の上では四方に展望が開け、七ツ森や泉ヶ岳、船形山、栗駒山などの景色を見渡せる。松、桜、楓などの木々が植えられており、野鳥も集まる。学者・石原純と歌人・原阿佐緒も訪れたことで有名で、かつては周囲に富谷茶の茶畑があった。

## 周辺施設
- 富谷宿
- しんまち公園
- 富谷市総合運動公園
- 富谷市福祉健康センター

## アクセス
- 仙台市地下鉄泉中央駅から車で20分
- 仙台北部道路富谷ICから車で5分